# 데니스 그레베시코프
데니스 세르게예비치 그레베시코프(러시아어: Дени́с Серге́евич Гребешко́в, 1983년 10월 11일 ~ )는 러시아의 은퇴한 아이스하키 선수로 현역 시절 포지션은 수비수이다. 내셔널 하키 리그(NHL)의 로스앤젤레스 킹스, 뉴욕 아일런더스, 에드먼턴 오일러스, 내슈빌 프레더터스에서 뛰었다.